# Втяжка
Втяжка – це початковий текстовий фрагмент, зверстаний вужчим форматом, ніж решта матеріалу, покликаний привернути увагу читача.